# Дрізд мандрівний
Дрізд мандрівний  (Turdus migratorius) — вид північноамериканських дроздів, поширений переважно по всій території Північної Америки.

## Систематика
У виді T. migratorius виділяють кілька підвидів:
- Turdus migratorius nigrideus — східна Канада;
- Turdus migratorius migratorius — Канада (за винятком крайнього сходу і крайнього заходу), Аляска (за винятком південно-східної частини), а також центральні та північно-східні території США;
- Turdus migratorius achrusterus — південно-східні штати США;
- Turdus migratorius caurinus — південно-східна Аляска та тихоокеанське узбережжя Канади;
- Turdus migratorius propinquus — внутрішні райони південного заходу Канади та заходу США аж до центральної Мексики;
- Turdus migratorius phillipsi — південно-західна Мексика;
- Turdus migratorius confinis — південь Каліфорнії.

## Опис
- довжина тіла — 25 см[2]
- розмах крил — 36—38 см

Птах з відносно масивним корпусом, коротким хвостом, виразною головою та середньої величини прямим дзьобом. Верх попелясто-бурий до чорнуватого. Низ, груди, боки та живіт — від блідо-жовтогарячого до цеглясто-жовтогарячого. Спід хвоста і задня частина черева білі. Горло біле з темними плямками. Лице темне з білим обідком довкола ока. Світлий обідок варіює від двох півкіл до майже повного кола, розірваного спереду ока. Брови або цілком невиразні, або досить помітні, білуваті (особливо в самиць та в молодих особин). Залежно від підвидів розрізнення самців і самиць може бути утрудненим. Загальною ознакою самців є темніша голова, контрастна до темно-сірого або темно-бурого верху та яскравіший жовтогарячий колір грудей і живота. Самиця зазвичай блідішого окрасу, колір голови майже зливається з блідо-сірим або блідо-коричневим верхом, груди блідо-помаранчеві, з вицвілими, сіруватими краями пер у верхній частині спереду. Свіже осінньо-зимове оперення з білуватими краями пер на грудях, а часом і на голові та спині. Дзьоб жовтий з темним кінчиком. Лапи темні.

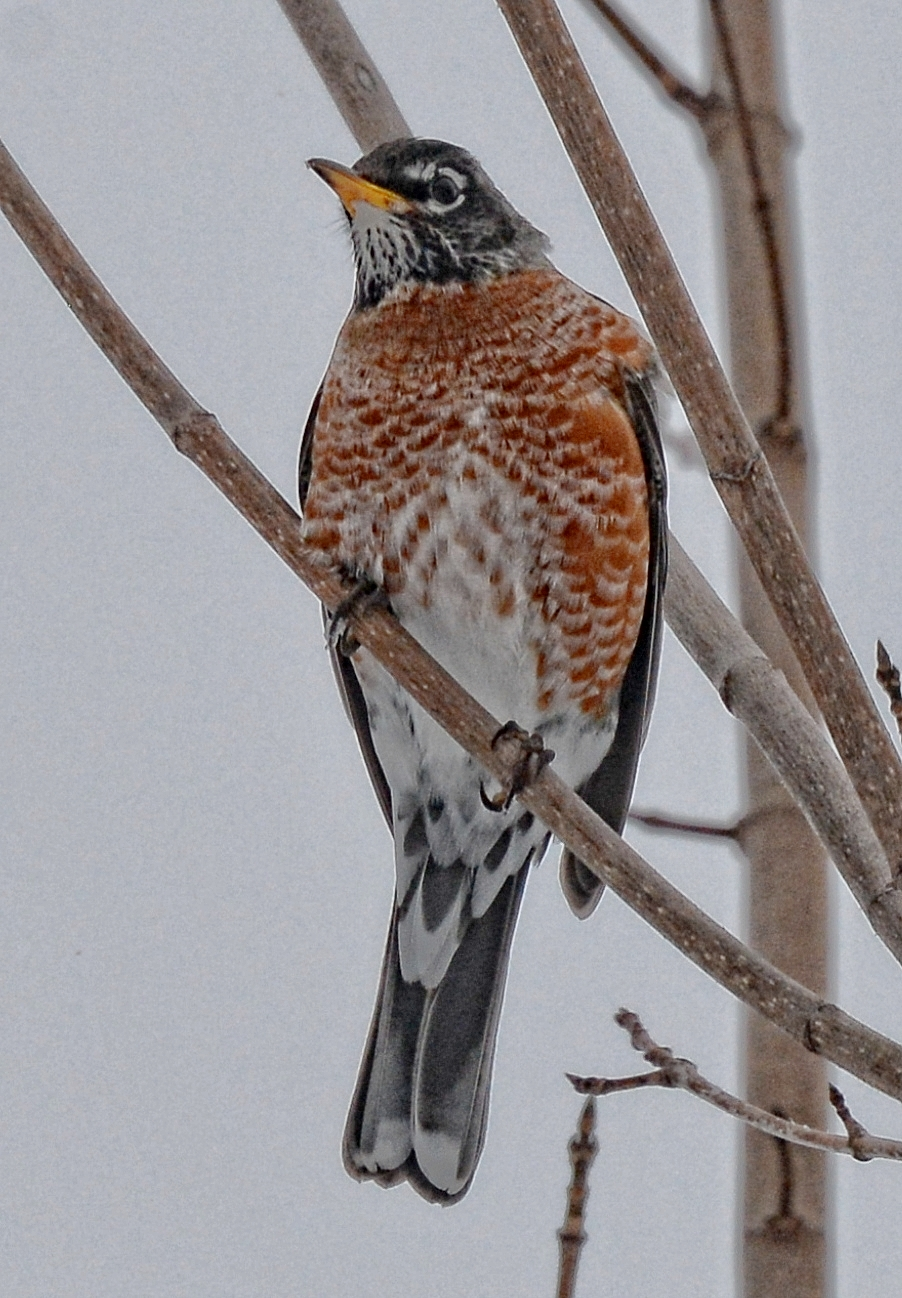
Самиця взимку
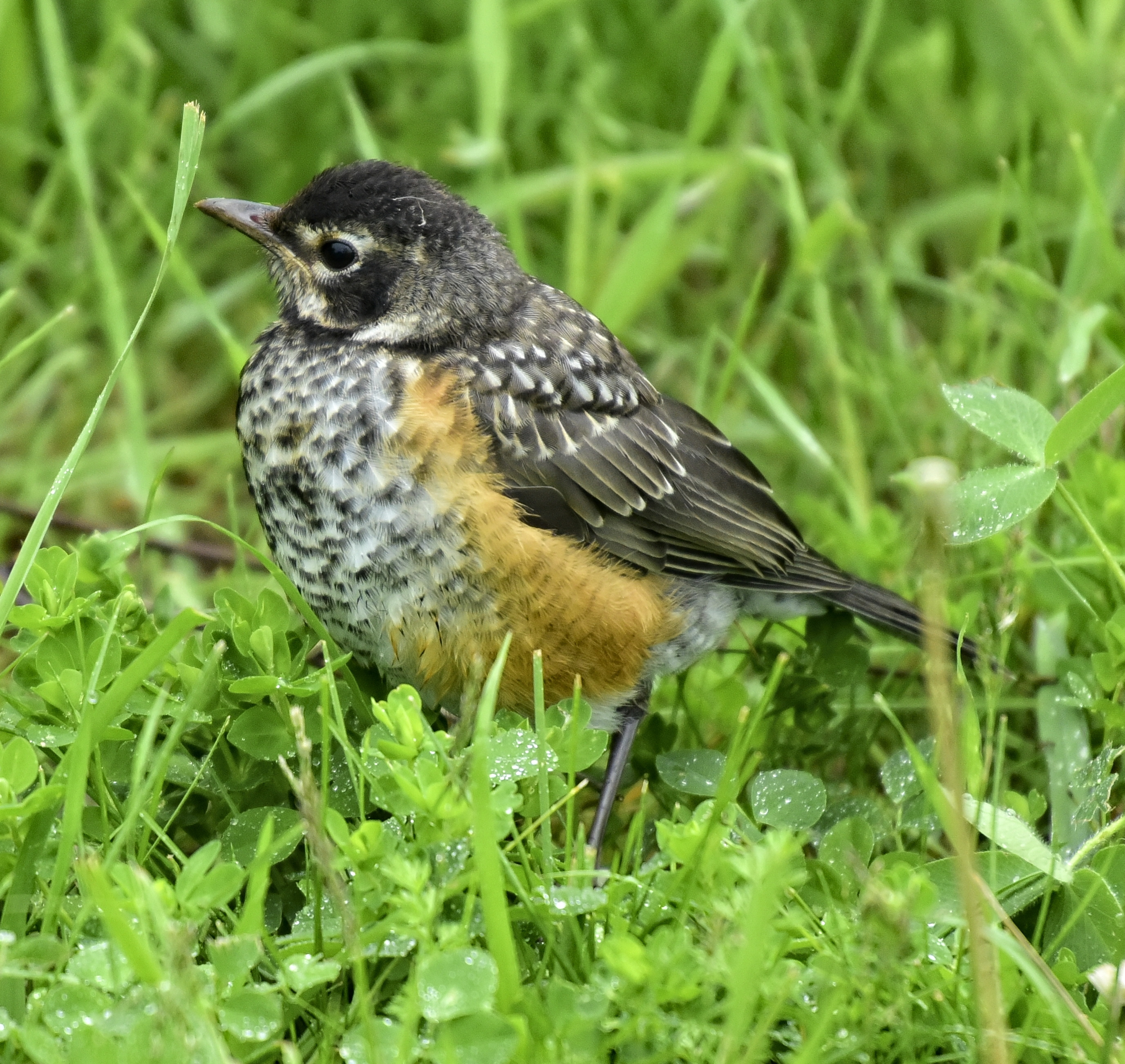
Молодий птах
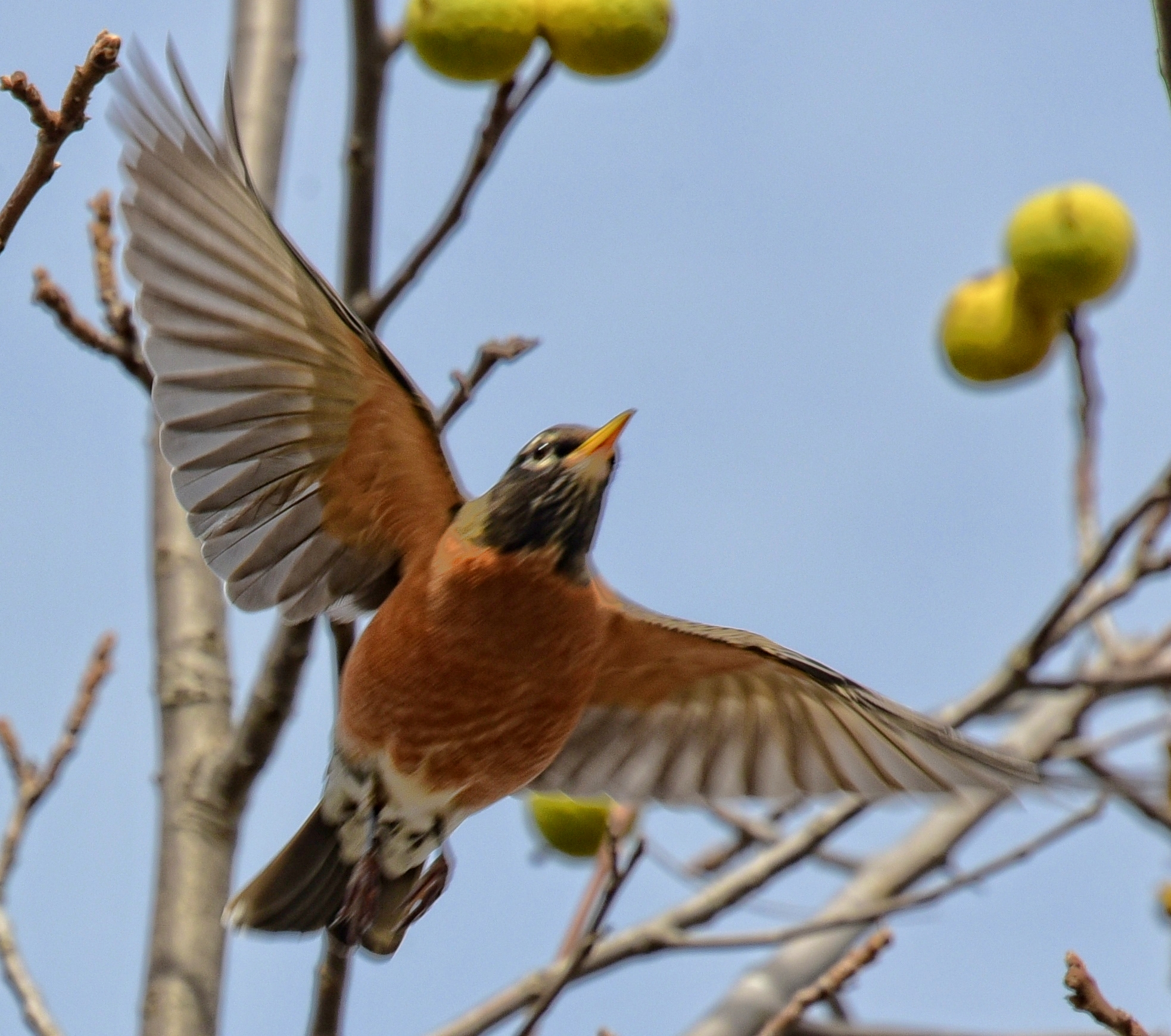
Дрізд у польоті

## Екологія
Часто трапляється в населених пунктах на галявинах, газонах, у парках, садах, на пасовищах, на узліссях, по долинах струмків і річкових берегах.

### Гніздування

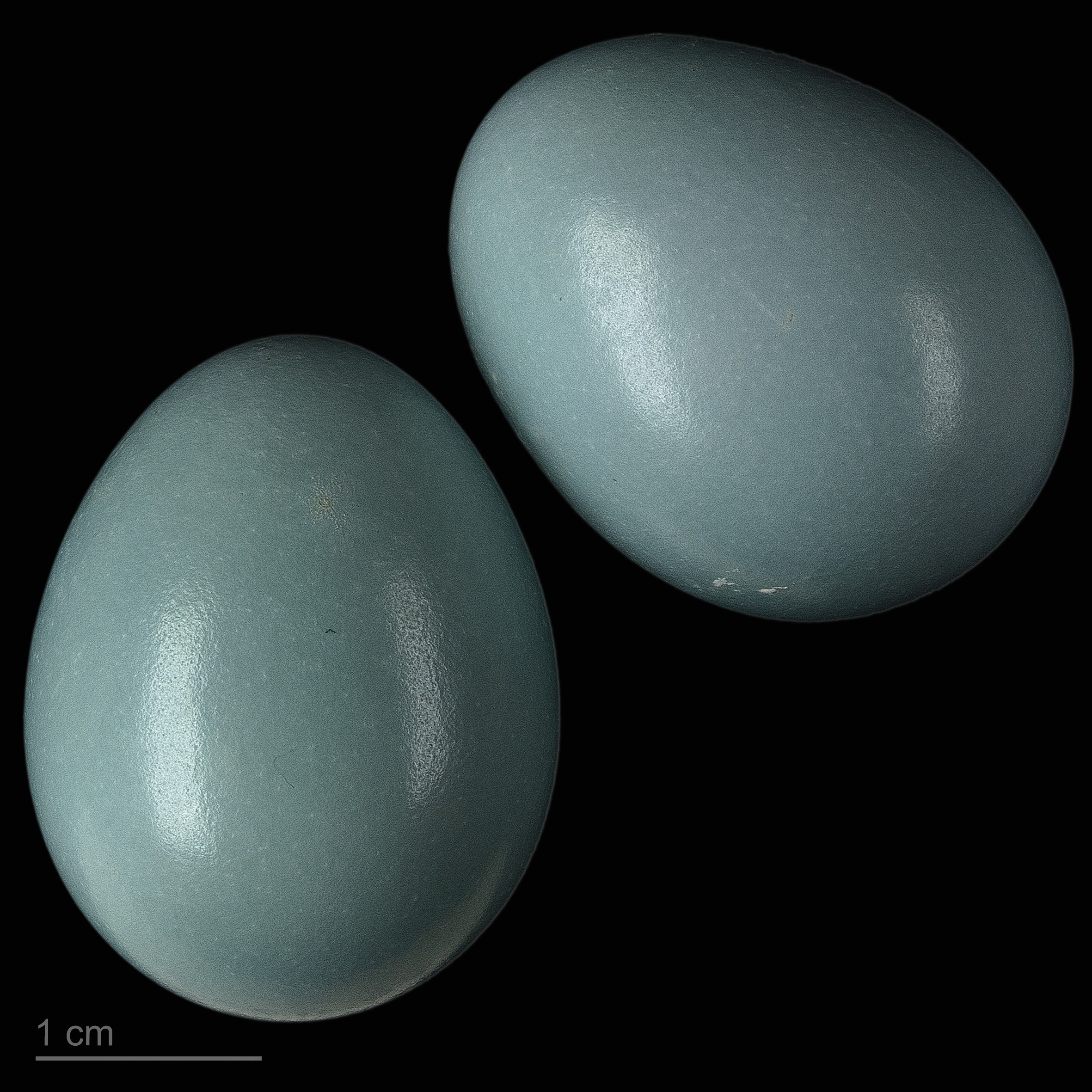
Яйце Turdus migratorius, Тулузький музей

Гніздиться на хвойних і листяних деревах та кущах. У міцне чашоподібне гніздо з трави, моху і кори, скріплене глиною, самиця відкладає троє-четверо голубуватих яєць, які висиджує протягом 11—16 днів. Може мати до 2—3 кладки за рік, залежно від регіону. Оскільки дрозди мандрівні починають гніздитись дуже рано навесні, перед розпусканням листяних дерев, перші гнізда частіше влаштовуються в гілках хвойних дерев. Птахи часто обирають для гніздування ту саму територію щороку, то ж гніздо може бути збудоване прямо поверх тогорічного. Самиця самостійно будує гніздо, формуючи його притисканням грудей (через що можна помітити поперечні сліди глини у неї спереду), з тим що самець може приносити гніздовий матеріал. Будування гнізда може тривати від двох до шести днів і початися до двох тижнів перед відкладанням яєць. Висиджуванням самиця також займається самостійно, а самець у цей час перебуває поблизу захищає територію, з'являючись одразу на тривожні поклики самиці. Самиця в час висиджування звичайно годується сама, залишаючи гніздо на десять хвилин щогодини. Вночі самці можуть покидати гніздову територію і йти на спільні сідала з іншими дроздами. Коли пташенята вилупляться, обоє батьків приносять їм поживу. Пташенята сидять у гнізді до двох тижнів. У цей час батьки відганяють від гнізд інших птахів, наприклад ворон, пікіруючи на них та стараються відлякати агресивними криками. Після зльоту вже самець займається вигодовуванням пташенят, які вимогливо переслідують його, оскільки самиця в цей час часто зайнята наступним циклом гніздування і висиджування.

### Живлення
Харчується на ґрунті та поміж трави личинками та дорослими комахами, червами, іншими безхребетними, а також ягодами.

### Вокалізація
Самці мандрівного дрозда у співочий період (від лютого-березня до липня-серпня) співають доволі інтенсивно, виконуючи «тірлікаючу» пісеньку з різними варіаціями починаючи від передсвітанкових і закінчуючи позахідними годинами.

## В культурі
Дрізд мандрівний вважається птахом-символом в штатах Коннектикут, Мічиґан та Вісконсин.